# GoRail
GoRail — международный пассажирский железнодорожный оператор в Эстонии, бывший «EVR Ekspress».

## История маршрутной сети
- На момент создания независимых Эстонских железных дорог маршрутная сеть «EVR Ekspress» была представлена шестью парами поездов: две пары в Москву (№ 033/034 через Нарву и Чудово и № 175/176 через Тарту и Псков), одна пара в Санкт-Петербург, одна пара до Шештокая (с пересадкой на поезда в центр Европы), одна пара до Бреста, и одна пара в Ригу. В 1990-х годах прямое сообщение с Ригой, Брестом, Литвой и Псковом было прекращено.
- С 2001 года обслуживание тепловозов «GoRail» ведётся в депо Таллин-Вяйке.
- С сентября 2008 по 26 мая 2012 года поезда в Санкт-Петербург не ходили по причине экономической убыточности[1].
- С 27 мая 2012 по 11 мая 2015 года маршрут Таллин — Санкт-Петербург-Витебский был возобновлен[2] и обслуживался дизельным поездом ДР1А-312.
- 18 мая 2015 года (отправлением из Таллина) и 19 мая (отправлением из Москвы) был отменён последний пассажирский маршрут «GoRail» — поезд № 033/034 сообщением Таллин — Москва. После возобновления поезда ФПК 18 июля 2015 года GoRail предоставляет только тепловозную тягу данного поезда на участке Нарва — Таллин.
- В связи с сокращением пассажирских перевозок тепловозы ТЭП70, принадлежащие компании, с 2010-х годов также используются для тяги небольших грузовых и хозяйственных составов в пригородах Таллина. Часть пассажирских вагонов «GoRail» была продана в Казахстан.

## История
Под именем «EVR Ekspress» компания была операционным подразделением государственных железнодорожных дорог — компании «Eesti Raudtee». Она была частично приватизирована 1 апреля 1999 года, 51 % пакета акций отошли компании «Fraser Group», а 49 % держала «Eesti Raudtee». Компания была переименована в «GoRail» в 2006 году, когда она была перепродана «Go Group».